# 桜井三郎
桜井 三郎（さくらい さぶろう、1899年1月26日 - 1960年4月8日）は日本の政治家、内務官僚。熊本県知事（官選第34代、公選初代-第3代）、参議院議員（1期）。位階は正三位。医学者、参議院議員の高桑栄松は弟。

## 来歴・人物
新潟県西蒲原郡地蔵堂町（現燕市）に10人兄弟の長兄として生まれる。旧制新潟県立巻中学校、旧制第四高等学校を経て、1926年に京都帝国大学法学部を卒業。内務省に入省し、島根県書記官・警察部長、警視庁部長・消防部長、徳島、福岡両県の内政部長などを歴任。戦中は熊本県で官選知事を務め、1947年の熊本県知事選挙に出馬。細川隆元らを退けて当選した。この際、GHQの幹部が桜の枝を持って投票所を回り、桜井を暗に支持する選挙干渉があったという。
1951年の2選目は上塚司との一騎討ちとなり競り勝った。3選目の1955年は任期を3ヶ月残して急きょ辞任し、他の候補者は選挙準備が整わずに圧勝した。4選を目指した1959年は激戦の末に1万票差で自民党公認の寺本広作（前参議院議員）に敗れた。同年、熊本県地方区から参議院議員選挙に自民党公認で出馬し当選。在任中の1960年4月8日に脳溢血のため死去、61歳。
死没日をもって勲二等瑞宝章追贈（勲四等からの昇叙）、正五位から従三位に叙され、さらに正三位に位一級追陞。墓所は多磨霊園(12-1-25)。